# Joconoxtle
Joconoxtle es una localidad del estado mexicano de Jalisco. Es parte del municipio de Ocotlán.

## Toponimia
El nombre «Joconoxtle» proviene de los términos en náhuatl: xocotl, fruto; nochtli, tuna. Su significado es «fruto de la tuna».

## Demografía
| Gráfica de evolución demográfica |
|                                  |

| Censo | Población |
| ----- | --------- |
| 1900  | 214       |
| 1910  | 300       |
| 1921  | 353       |
| 1930  | 250       |
| 1940  | 1 041     |
| 1950  | 890       |
| 1960  | 920       |
| 1970  | 1 169     |
| 1980  | 1 156     |
| 1990  | 1 102     |
| 2000  | 1 145     |
| 2010  | 1 059     |
| 2020  | 1 195     |